# تيم فيشر (سياسي)
تيم فيشر (بالإنجليزية: Tim Fischer)‏ هو دبلوماسي ومهندس وسياسي أسترالي، ولد في 3 مايو 1946 في أستراليا. حزبياً، نشط في الحزب الوطني الأسترالي.

## مناصب
- انتخب مندوب المؤتمر الدستوري الأسترالي 1998 وقد انضم خلال فترته النيابية (2 فبراير 1998 – 13 فبراير 1998) للكتلة البرلمانية حكومة أستراليا.
- انتخب عضو الجمعية التشريعية نيو ساوث ويلز عن دائرة ستورت [الإنجليزية]‏ (13 فبراير 1971 – 12 أغسطس 1980).
- انتخب وزير التجارة [الإنجليزية]‏ (11 مارس 1996 – 20 يوليو 1999).
- انتخب نائب رئيس وزراء أستراليا [الإنجليزية]‏ (11 مارس 1996 – 20 يوليو 1999).
- انتخب عضو الجمعية التشريعية نيو ساوث ويلز عن دائرة موراي [الإنجليزية]‏ (13 سبتمبر 1980 – 18 أكتوبر 1984).
- انتخب عضو مجلس النواب الأسترالي عن دائرة فيرر [الإنجليزية]‏ (1 ديسمبر 1984 – 8 أكتوبر 2001).